# Oppia incisirostra
Oppia incisirostra är en kvalsterart som beskrevs av Woas 1986. Oppia incisirostra ingår i släktet Oppia och familjen Oppiidae. Inga underarter finns listade i Catalogue of Life.